# Selenops cristis
Selenops cristis är en spindelart som beskrevs av José Antonio Corronca 2002. Selenops cristis ingår i släktet Selenops och familjen Selenopidae. Inga underarter finns listade i Catalogue of Life.